# نزار بن عبيد مدني
نزار بن عبيد مدني (1360هـ / 1941-) وزير الدولة للشؤون الخارجية المملكة العربية السعودية سابقًا، ولد بالمدينة المنورة عام 1941م

## مؤهلاته العلمية
- درجة البكالوريوس في العلوم السياسية من جامعة القاهرة.
- شهادة الماجستير في العلاقات الدولية من الجامعة الأمريكية.
- شهادة الدكتوراه في العلاقات الدولية من الجامعة الأمريكية.[2]

## العمل
- التحق بالعمل بوزارة الخارجية عام 1384هـ الموافق 1965م بوظيفة ملحق دبلوماسي.
- انتقل للعمل بسفارة المملكة العربية السعودية بواشنطن عام 1387هـ الموافق 1968م وتدرج في أعمال السفارة إلى أن أصبح في بعض الفترات قائماً بالأعمال فيها.
- عُين مسؤولاً عن الشؤون الإعلامية بوزارة الخارجية عام 1398هـ الموافق 1978م.
- عُين نائباً لمدير عام مكتب صاحب السمو الملكي وزير الخارجية في عام 1405هـ الموافق 1984م.
- عُين رئيساً للإدارة العامة للشؤون الغربية بوزارة الخارجية عام 1407هـ الموافق 1987م، وبنفس التاريخ صدر قرار مجلس الوزراء بتعيينه على وظيفة سفير بالمرتبة الخامسة عشرة بوزارة الخارجية.
- شارك في الفترة من 1398هـ الموافق 1978م إلى 1413هـ الموافق 1993م في وفود المملكة إلى العديد من المؤتمرات الدولية سواء في إطار الأمم المتحدة أو الجامعة العربية أو منظمة التعاون الإسلامي أو مجلس التعاون لدول الخليج العربية.
- رأس وفد المملكة إلى اجتماعات لجنتي نزع السلاح والأمن الإقليمي والتوجيه والتسيير المنبثقتين عن المفاوضات متعددة الأطراف الخاصة بعملية السلام في الشرق الأوسط.
- شارك في الأنظمة الأكاديمية والفكرية التي ينظمها معهد الدراسات الدبلوماسية بوزارة الخارجية.
- له مساهمات أكاديمية وفكرية في المطبوعات التي يصدرها معهد الدراسات الدبلوماسية وفي بعض الصحف المحلية.
- بتاريخ 1414هـ الموافق 1993م صدر الأمر الملكي الكريم بتعيينه عضواً في مجلس الشورى في دورته الأولى.
- رأس لجنة الشؤون الخارجية بمجلس الشورى في العام الأول من الدورة الأولى للمجلس ثم عضواً في لجنة الشؤون الخارجية في الأعوام التالية للدورة الأولى، وأصبح عضواً في لجنة الشؤون الأمنية بالمجلس.
- بتاريخ 1418هـ الموافق 1997م صدر الأمر الملكي الكريم بتعيينه عضواً في مجلس الشورى في دورته الثانية.
- بتاريخ 24 رجب 1418هـ الموافق 25 نوفمبر 1997م صدر الأمر الملكي الكريم بتعيينه مساعداً لوزير الخارجية بمرتبة وزير.
- مددت خدماته بمرتبة وزير بتاريخ 1 ربيع الأول 1422هـ الموافق 24 مايو 2001م.[3]
- بتاريخ 18 جماد الثاني 1426هـ الموافق 24 يوليو 2005م صدر الأمر الملكي الكريم بتعيينه وزيراً للدولة للشؤون الخارجية اعتباراً من 24 / 7 / 1426هـ الموافق 29 / 8 / 2005م.[4]
- مددت خدماته بمرتبة وزير بتاريخ 24 رجب 1430هـ الموافق 17 يوليو 2009م.[2][5]

## إصدارات
| الكتاب | سنة النشر | ملاحظات        |
| --- | --------- | -------------- |
| دبلوماسي من طيبة: محطات في رحلة العمر                                                                                 | 2009      | الطبعة الأولى. |
| قضايا ومواقف في الفكر والسياسة                                                                                        | 2012      | [ 7 ]          |
| المستقبل: تأملات استشرافية في التطورات والتغيرات العلمية والتقنية والأوضاع السياسية المتوقعة في القرن الواحد والعشرين | 2017      | [ 8 ]          |
| سعود الفيصل حياته وشخصيته رؤاه وأفكاره وأعماله                                                                        | 2018      | [ 9 ]          |
| صدى الكلمة: كلمات ومحاضرات في محافل ومنتديات                                                                          | 2019      | [ 10 ]         |
| أوراق من الجعبة: رؤى وخواطر وسوانح                                                                                    | 2020      | [ 11 ]         |
| تأملات سياسي متقاعد: سيرة فكرية                                                                                       | 2020      | [ 8 ]          |

## التكريم
كرمه الملك سلمان بن عبد العزيز آل سعود عام 2019م بمنحه وشاح الملك عبد العزيز من الطبقة الثانية تقديراً لجهوده في خدمة وطنه.

## جائزة نزار بن عبيد مدني لتاريخ المدينة
في عام 2021م رعى الأمير فيصل بن سلمان بن عبد العزيز إطلاق جائزة الدكتور نزار بن عبيد مدني لتاريخ المدينة المنورة الحضاري.